# Theodor von Dufving
Theodor von Dufving (ur. 1907, zm. 2001) – niemiecki oficer w randze pułkownika w czasie II wojny światowej.
W 1944 roku ukończył akademię wojny. Był dowódcą 76 pułku artylerii pancernej. W styczniu 1945 roku został  szefem sztabu 609 dywizji. Był pułkownikiem w Sztabie Generalnym. 10 marca 1945 został szefem sztabu LVI Korpusu Pancernego. 2 maja 1945 roku opuścił bunkier Adolfa Hitlera i po nawiązaniu kontaktu z dowództwem 47 Gwardyjskiej Dywizji Piechoty z 8 Gwardyjskiej Armii Armii Czerwonej, oświadczył, że na mocy decyzji dowódcy korpusu jego jednostki przerywają walkę i kapitulują. Trafił do niewoli radzieckiej. W 1955 roku został zwolniony i podjął pracę w Ministerstwie Obrony.